# Ian McGeechan

a Compétitions nationales et continentales officielles uniquement.

b Matchs officiels uniquement.
Ian Robert McGeechan, né le 30 octobre 1946 à Leeds
en Angleterre, est un joueur et entraîneur de rugby à XV écossais. Il évoluait au poste de demi d'ouverture ou de centre. En 2005, il intègre le temple international de la renommée du rugby et en 2009, le Temple de la renommée IRB.

## Biographie

### Carrière de joueur
Il évolue pour Headingley et il connaît sa première cape internationale avec l'équipe d'Écosse en 1972. Il obtient 32 sélections, évoluant au poste de demi d'ouverture ou de centre. Il est le capitaine de l'Écosse à neuf reprises. Il fait partie de la tournée des Lions 1974, série gagnée en Afrique du Sud et 1977, série perdue en Nouvelle-Zélande.
Il a également fait partie du seul match des Lions disputé contre les Barbarians.

### Carrière d'entraîneur
En 1986, McGeechan devient entraîneur adjoint de l'Écosse et de son entraîneur Derrick Grant et en 1988 il devient l'entraîneur principal. En 1990, son équipe gagne le grand chelem dans le tournoi des cinq nations. L'entraîneur des avants et son adjoint est Jim Telfer.
Il est surtout connu comme l'entraîneur des Lions le plus titré. Entraîneur des tournées 1989 en Australie, 1993 en Nouvelle-Zélande, 1997 en Afrique du Sud et 2009, de nouveau en Afrique du Sud. Il gagne les séries contre les Wallabies et les Springboks en 1997. Il fait également partie de la tournée des Lions en 2005 en Nouvelle-Zélande : il est choisi par Sir Clive Woodward comme adjoint et se voit confier la direction des équipes disputant les rencontres de semaine.
En 1994, McGeechan est nommé manager (Director of Rugby) de Northampton et en 1999 il remplace Jim Telfer à ce poste pour la fédération écossaise, la Scottish Rugby Union.
McGeechan est nommé manager (Director of Rugby) des London Wasps en 2005 après une période malheureuse et sans succès en Écosse. Pour sa première saison 2005-2006, les Wasps emportent la Coupe anglo-galloise, gagnant les Llanelli Scarlets en finale à Twickenham. La deuxième année, les London Wasps remportent la Heineken Cup.

## Palmarès

### Comme joueur
- 32 sélections en équipe d'Écosse dont 9 en tant que capitaine entre 1972 et 1979
- 7 drops (21 points)
- Sélections par année : 1 en 1972, 5 en 1973, 4 en 1974, 6 en 1975, 4 en 1976, 4 en 1977, 4 en 1978, 4 en 1979.

- 8 sélections avec les Lions (plus 1 sélection contre les Fidji et une contre les Barbarians)
- 1 drop (3 points)

### Comme entraîneur
- Grand chelem avec l'équipe d'Écosse en 1990
- Demi-finaliste de la Coupe du monde 1991
- Champion d'Angleterre de 2e division en 1996
- Finaliste du Championnat d'Angleterre en 1999
- Vainqueur de la Coupe anglo-galloise en 2006
- Champion d'Europe en 2007
- Champion d'Angleterre en 2008
- Finaliste de la Coupe anglo-galloise en 2010
- Autres
  - Calcutta Cup (2) : 1990 et 2000
  - Centenary Quaich (7) : 1989, 1990, 1991, 1992, 1993, 1999 et 2001

## Distinctions
- Officier de l'Ordre de l'Empire britannique (OBE)
- Knight Bachelor[1]